# Bahodirjon Sooltonov
Bahodirjon Sooltonov est un boxeur ouzbek né le 15 janvier 1985.

## Carrière
Aux Jeux olympiques d'été de 2004, il combat dans la catégorie des poids coqs et remporte la médaille de bronze. En 2008, Jeux de Pékin, il est battu en quart de finale de la catégorie des poids plumes.